# Robert Cox (acteur)
Pour les articles homonymes, voir Robert Cox.

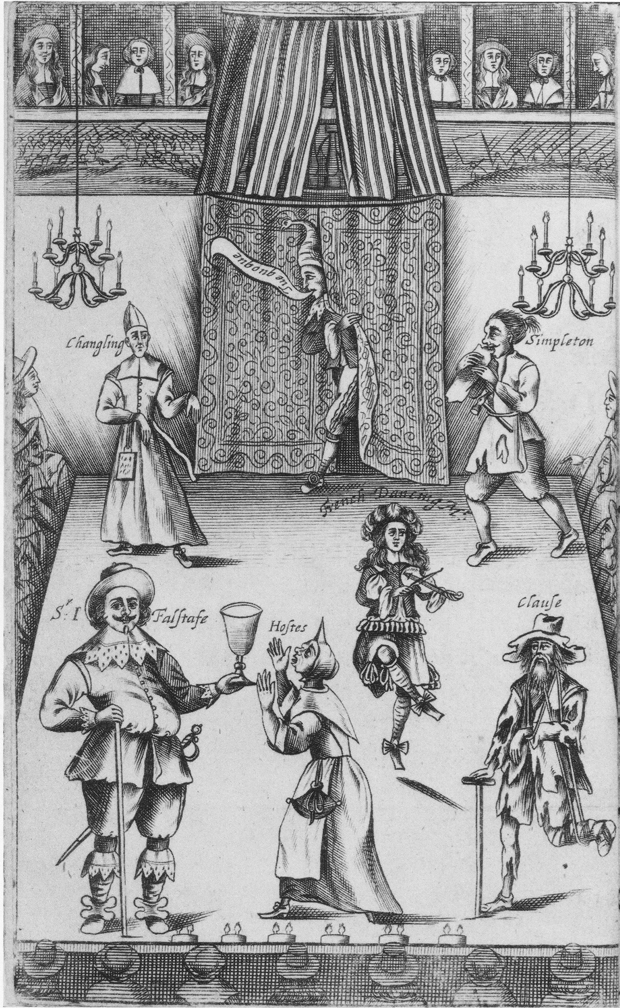
Qhelques uns des personnages des spectacles de drolls.

Robert Cox (mort en décembre 1655) est un acteur anglais du XVIIe siècle, connu surtout pour avoir créé des spectacles de drolls et y avoir joué. Cette forme de spectacle était tolérée pendant la Première Révolution anglaise et l'Interrègne anglais, à une époque où les salles de théâtre étaient officiellement fermées et les représentations théâtrales interdites.

## Biographie
Gerard Langbaine dit que Cox était un « excellent comédien ». De ses origines et de ses jeunes années, on ne connaît que son appartenance à la troupe de Christopher Beeston en 1639. Il a été probablement le plus souvent un comédien ambulant. Cox a été en lien avec une compagnie théâtrale de l'époque : il a été l'un des dix hommes qui tentèrent de réorganiser la troupe du roi en décembre 1648, sans y parvenir.
Cox s'est fait connaître en écrivant et en jouant des interludes ou des farces, qui consistaient généralement en une compilation de saynètes comiques extraites de pièces plus anciennes du théâtre élisabéthain, écrites par William Shakespeare (Bottom le tisserand, issu du Songe d'une nuit d'été, ou Falstaff étaient parmi les personnages récurrents des drolls), Ben Jonson, John Fletcher et beaucoup d'autres. Cox a créé au moins onze « drolleries », avec des titres comme Simpleton le forgeron, Bumpkin, Hobbinat, Simpkin, et John Swabber le marin. On a dit que Cox, en tant qu'acteur, avait été « irrésistible » dans son rôle du jeune Simpleton.
Cox jouait le plus souvent au Red Bull Theatre, un centre de divertissement populaire au nord de Londres. Il paraît qu'il soudoyait les inspecteurs officiels, lorsque ses « drolleries » ressemblaient trop aux pièces interdites. Si cela est vrai, il n'a pas toujours réussi ses tentatives de corruption, car les autorités puritaines faisaient parfois des descentes de police. Ainsi, en 1653, en recherchant des pièces interdites, elles trouvèrent Cox jouant Swabber. Dans ces cas, les spectateurs devaient payer une amende de cinq shillings pour être autorisés à s'en aller.
Une sélection des drolls de Cox, incluant Simpleton, Oenone, et Acteon and Diana, fut publiée par le libraire Edward Archer en 1656. Francis Kirkman imprima quelques drolls de Cox dans ses fameuses collections The Wits, or Sport upon Sport (1662, 1672).